# ヴィルドゥナガル
ヴィルドゥナガル（விருதுநகர、英語：Virudhunagar）は、インド南部のタミル・ナードゥ州にある都市。ヴィルドゥナガル県の県庁所在地であり、同県ヴィルドゥナガル郡の中心都市である。2001年現在の人口は7万3000人。

## 地理
- 県外
  - チェンナイまで 494km
  - ティルッチラーッパッリまで 175km
  - マドゥライまで 47km
  - コーヤンブットゥールまで 274km
  - カンニヤークマリまで 188km

## 政治
ヴィルドゥナガルでは、2001年の州議会議員選挙ではタミル州国民会議のS・ダーモーダランが当選し、2006年の州議会議員選挙ではドラーヴィダ復興進歩党のR・ヴァラダラージャンが当選した。